# Fuefuki
Fuefuki (jap. 笛吹市 Fuefuki-shi) – miasto w Japonii na głównej wyspie Honsiu w prefekturze Yamanashi.

## Położenie
Miasto leży we wschodniej części prefektury nad rzeką Fuefuki, graniczy z:
- Ōtsuki
- Kōfu
- Yamanashi
- Kōshū

oraz kilkoma miasteczkami i wsiami.

## Historia
Miasto powstało 12 października 2005 roku.

## Transport

### Kolejowy
Przez miasto przebiega Główna magistrala JR Chūō.

### Drogowy
- Autostrada Chūō
- Drogi krajowe nr 20.

## Miasta partnerskie
- Niemcy: Bad Mergentheim
- Chiny: Feicheng